# Sofia Open 1980
Il Sofia Open 1980 è stato un torneo di tennis giocato sul sintetico indoor. È stata la 1ª edizione del Sofia Open, che fa parte del Volvo Grand Prix 1980. Il torneo si è giocato a Sofia in Bulgaria, dal 15 al 21 dicembre 1980.

## Campioni

### Singolare maschile
Per Hjertquist ha battuto in finale  Vadim Borisov con il punteggio di 6–3, 6–2, 7–5

### Doppio maschile
Hartmut Kirchhubel /  Robert Reininger hanno battuto in finale  Vadim Borisov /  Thomas Emmrich con il punteggio di 4–6, 6–3, 6–4